# Щербанівське водосховище (заказник)
Щербані́вське водосхо́вище — гідрологічний заказник місцевого значення в Україні. Розташований у межах Вознесенського району Миколаївської області, біля села Щербані. 
Площа 385 га. Статус присвоєно згідно з рішенням від 23.10.1984 року № 448. Перебуває у віданні: Вознесенське управління зрошувальних мереж. 
Статус присвоєно для збереження природних комплексів частини акваторії Щербанівського водосховища, розташованого на річні Гнилий Єланець.